# Jane Goldman
Jane Lauretta Anne Goldman (nascida em 11 de junho de 1970) é uma roteirista, autora, modelo e apresentadora de televisão britânica. Entre os anos 2003 e 2004 protagonizou sua própria série de acontecimentos paranormais, Jane Goldman Investigates (Jane Goldman investiga), no canal Living.

## Vida pessoal
Goldman nasceu em Hammersmith, Londres, filha de Amanda e Stuart Goldman, promotor imobiliário. Seu pai era judeu e sua mãe budista. Conheceu e teve seu primeiro romance com o popular apresentador de televisão Jonathan Ross quando tinha 16 anos  e era colunista pop do jornal Daily Star. Eles se casaram em 1988, depois dela completar 18. Do casamento, eles têm três filhos: Betty Kitten (nomeada em homenagem a Bettie Page e Kitten Natividad) nascida em julho de 1991, Harvey Kirby (em honra ao artista de história em quadrinhos Jack Kirby) nascido em março de 1994, e Honey Kinny nascida em fevereiro de 1997.

## Carreira
Jane Goldman trabalhou como membro do pessoal escrevendo na revista de videogames de PC multi-formato Zero, nas edições publicadas entre 1990–1992.
Goldman escreveu o romance Dreamworld, quatro livros de não-ficção para jovens adultos, e a série de dois volumes de não-ficção, The X-Files Book of the Unexplained , sobre a popular série de televisão Americana. Goldman aparece como personagem na mini historieta de Neil Gaiman "The Facts in the Case of the Departure of Miss Finch" (1996).
Com o passar do tempo, conseguiu conquistar espaço como roteirista, integrando a equipe de redação dos breves episódios de comédia do sitcom de David Baddiel, Baddiel's Syndrome. Jane foi a coescritora do roteiro para o filme Stardust, baseada na novela de Gaiman, pelo qual ganharia em 2008 um Prêmio Hugo. Após Stardust, Goldman converteu-se em colaboradora habitual do diretor Matthew Vaughn, escrevendo e produzindo conjuntamente seus seguintes filmes, a adaptação cinematográfica da HQ Kick-Ass e X-Men: primeira geração. Kick-Ass tem causado grande controvérsia devido a uma de suas personagens, Hit-Girl (Chloë Grace Moretz), uma letal assassina de 11 anos, violenta e extremamente sarcástica treinada por seu pai Big-Daddy (Nicolas Cage). Goldman tem defendido a sua personagem argumentando: "Não é um filme para crianças, não é algo que crianças devam ver. Obviamente nenhuma criança pequena poderia ir por aí fazendo tais coisas." Também escreveu o roteiro para o thriller dramático The Debt protagonizado por Helen Mirren. Em 2012, adaptou o romance de Susan Hill The Woman in Black em um filme que estrelou Daniel Hadcliffe. Foi seu primeiro trabalho solo como roteirista.
Em junho de 2008 foi nomeada melhor cineasta do ano nos Women of the Year awards da revista Glamour.
Com Vaughn, Goldman foi coroteirista de Kingsman: The Secret Service (2015), baseado na história em quadrinhos de Mark Millar e Dave Gibbons. Ela também escreveu o roteiro de O orfanato peculiar da Senhorita Peregrine, uma adaptação do livro de Ransom Riggs dirigida por Tim Burton, em 2016.
Goldman foi ainda coroteirista, da adaptação de do romance gótico de Daphne du Maurier Rebecca, dirigido por Ben Wheatley. É roteirista do novo live action da Disney, A Pequena Sereia.

### Modelo
Goldman foi modelo para a empresa Fantasie bras.

## Filmografia
| Ano  | Filme                                       | Crédito                  | Notas                       |
| ---- | ------------------------------------------- | ------------------------ | --------------------------- |
| 2007 | Stardust                                    | Roteirista               | Junto a Matthew Vaughn      |
| 2010 | Kick-Ass                                    | Co-Produtora, Roteirista | Junto a Matthew Vaughn      |
| 2011 | The Debt                                    | Roteirista               |                             |
| 2011 | X-Men: primeira geração                     | Roteirista               | Junto a Matthew Vaughn      |
| 2011 | The Woman in Black                          | Roteirista               |                             |
| 2014 | X-Men: dias do futuro passado               | Argumento                |                             |
| 2014 | Kingsman: The Secret Service                | Co-Produtora, Roteirista | Junto a Matthew Vaughn      |
| 2016 | Miss Peregrine's Home for Peculiar Children | Roteirista               |                             |
| 2017 | Kingsman: The Golden Circle                 | Roteirista               | Junto a Matthew Vaughn      |
| TBA  | The Little Mermaid                          | Roteirista               | Filme Live-Action de Disney |